# Eva Kristin Tangen
Eva Kristin Tangen, född 7 oktober 1947 i Brännkyrka församling, Stockholm, är en svensk skådespelare.död 1 maj 2025

## Biografi
Tangen är dotter till Nils Tangen och hans hustru Disa. Hon har varit engagerad vid Stockholms stadsteater, Unga Klara och Parkteatern.

## Filmografi
- 1973 – Om 7 flickor
- 1974 – En enkel melodi
- 1983 – Henrietta
- 1996 – Rederiet

## Teater

### Roller (ej komplett)
| År   | Roll                   | Produktion                                                           | Regi              | Teater                 |
| ---- | ---------------------- | -------------------------------------------------------------------- | ----------------- | ---------------------- |
| 1971 | Mariana Gardet         | Slutet gott, allting gott William Shakespeare                        | Jonas Cornell     | Stockholms stadsteater |
| 1973 | Emma                   | An der schönen blauen Donau Ödön von Horvath                         | Jan Håkanson      | Stockholms stadsteater |
| 1974 | Maureen Dawson         | Bröllopsfesten Arnold Wesker                                         | Gun Arvidsson     | Stockholms stadsteater |
| 1974 | Karin m.fl.            | Jösses flickor, befrielsen är nära Suzanne Osten och Margareta Garpe | Suzanne Osten     | Stockholms stadsteater |
| 1979 | Ärtblomma              | En midsommarnattsdröm William Shakespeare                            | Göran O. Eriksson | Stockholms stadsteater |
| 1981 | Maria Carolina         | Lördag, söndag, måndag Eduardo De Filippo                            | Andris Blekte     | Stockholms stadsteater |
| 1982 | Minnie le Blanc nr: 56 | Maratondansen Horace McCoy                                           | Fred Hjelm        | Stockholms stadsteater |
| 1984 | Katarina               | Så tuktas en argbigga William Shakespeare                            | Marianne Rolf     | Stockholms stadsteater |
| 1985 | Rosina                 | Sommarnöjet Carlo Goldoni                                            | Göran O Eriksson  | Stockholms stadsteater |
| 1988 | Olga                   | Kvinnornas Decamerone Julia Voznesenskaja                            | Lars Rudolfsson   | Orionteatern           |
| 1991 | Eva                    | Järnbörd Magnus Dahlström                                            | Måns Edwall       | Stockholms stadsteater |